# ГЕС Карпентер
ГЕС Карпентер — гідроелектростанція у штаті Арканзас (Сполучені Штати Америки). Знаходячись між ГЕС Blakely Mountain та ГЕС Реммел (9,3 МВт), входить до складу каскаду на річці Ouachita, лівій притоці Ред-Ривер (впадає праворуч до Атчафалайа — західного рукава дельти Міссісіпі).
У межах проєкту річку перекрили бетонною греблею висотою 35 метрів, довжиною 355 метрів та товщиною по основі 22 метри, яка потребувала 119 тис. м3 матеріалу. Вона утримує витягнуте на 30 км водосховище Гамільтон з площею поверхні 29 км2 та об'ємом 234 млн м3, при цьому регульований між позначками 114 та 122 метри НРМ об'єм становить 147 млн м3.
Пригреблевий машинний зал обладнали двома турбінами потужністю по 31 МВт, які працюють для покриття пікових навантажень та забезпечують виробництво 107 млн кВт·год електроенергії на рік.